# 澳洲動物相

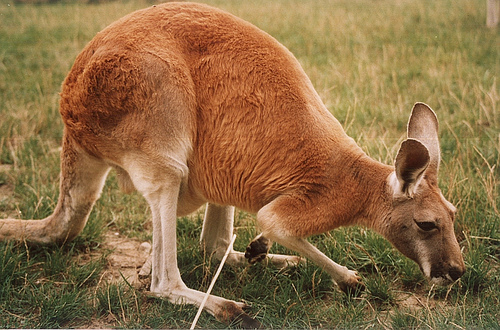
紅袋鼠是最大的袋鼠，也是澳大利亞最具代表性的動物之一，出現在澳洲國徽上。

澳洲的動物相包含了多種獨特的動物。居住在這片大陸上的動物中，有83%的哺乳類、89%的爬蟲類、90%的魚與昆蟲，以及93%的兩棲類是澳洲的特有種。

## 魚類

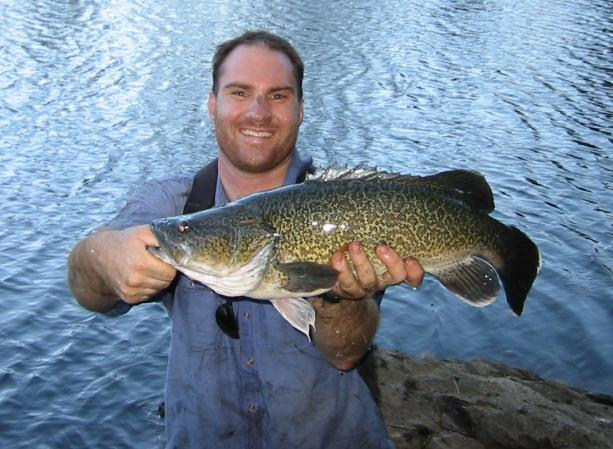
墨瑞鱈是澳洲體型最大的淡水魚種。

### 註腳
1. ↑  Williams, J. et al. 2001. Biodiversity, Australia State of the Environment Report 2001 (Theme Report), CSIRO Publishing on behalf of the Department of the Environment and Heritage, Canberra. ISBN 0-643-06749-3 .pdf （页面存档备份，存于）

## 外部連結
- （英文）澳洲生物研究資源 （页面存档备份，存于）
- （英文）澳洲的昆蟲介紹
- （英文）澳洲動物目錄 （页面存档备份，存于）
- （英文）澳洲自然史博物館 （页面存档备份，存于）
- （英文）澳洲甲殼類動物圖片集
- （英文）澳洲的化石 （页面存档备份，存于）
- （繁體中文）台北市立動物園澳洲動物區 （页面存档备份，存于）